# 原始印欧宗教

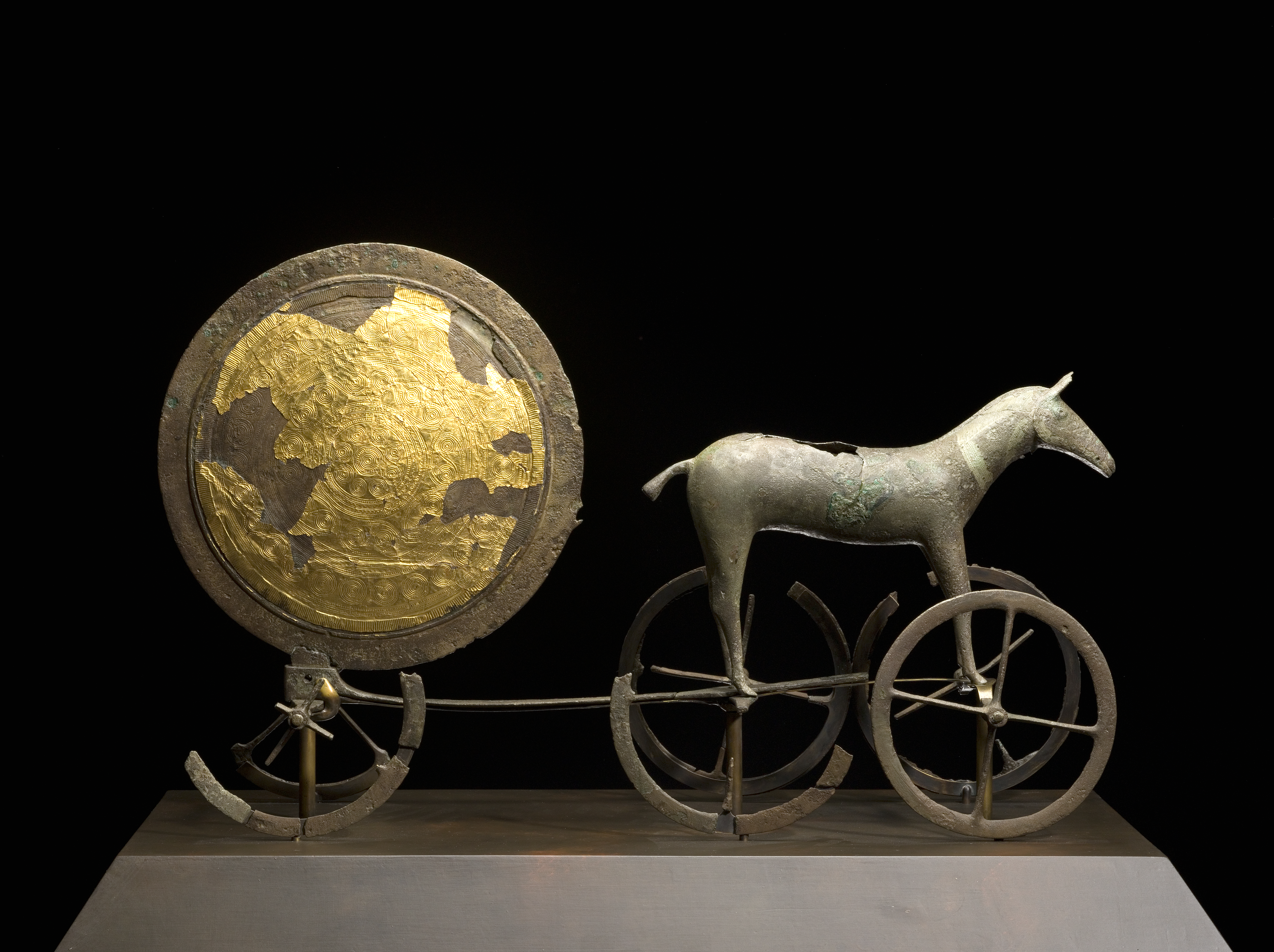
铸造于公元前17世纪左右北欧青铜时代的太阳战车

原始印欧宗教，又称为原始印欧神话（英語：Proto-Indo-European mythology），是一种与说原始印欧语的原始印欧人相关的神话体系。因为原始印欧宗教盛行时代原始印欧人社会尚未出现文字，目前并没有直接证据能够证明原始印欧宗教的存在。目前比较神话学学者提出的一些关于原始印欧宗教的细节是通过归纳比较印欧语系语言间的相似之处得出的。
原始印欧宗教认为，住在天上的神与住在地面的人类有不可调和的矛盾。原始印欧宗教中将大地称为Dʰéǵʰōm、认为大地是一片庞大、平坦、四周由水包围的大陆。尽管一些原始印欧神话中将星辰与神话故事与神话人物相联系，但一般来说星辰在原始印欧宗教的世界观中地位相对次要，只居于一种点缀的地位。英国学者马丁·利奇菲尔德·韦斯特认为，世界树的概念并不存在于原始印欧宗教中，而是后期与北亚信仰结合的产物。